# Stalingrad (maleri)
 For alternative betydninger, se Stalingrad (flertydig). (Se også artikler, som begynder med Stalingrad)
Stalingrad (komplet titel: Stalingrad, le non-lieu où le fou-rire de courage, på dansk: Stalingrad, stedet som ikke er eller modets gale latter) er et dansk maleri af Asger Jorn. Det regnes som et hovedværk af kunstneren og hænger på Museum Jorn i Silkeborg.
Stalingrad blev i 2006 optaget i Kulturkanonen.

## Tilblivelse
Maleriet er blevet til i flere tempi, idet Jorn begyndte på det i 1957, hvorfra han arbejdede på det til 1960. På det tidspunkt var det efter hans mening så klar, at det fik en titel: Le fou rire (Krampelatter), og det var egentlig meningen, at det skulle købes af en samler, der var interesseret i et stort værk af Jorn. Le fou rire var dog ikke, hvad han havde tænkt sig, så i stedet blev det hængt op hos kunstsamleren Albert Niels, hvor Jorn kunne arbejde videre på det. Her så Willem Sandberg fra Stedelijk Museum i Amsterdam billedet, og han udvirkede, at det blev udstillet på verdensudstillingen i Seattle i 1961, nu med titlen Stalingrad.
Jorn havde selv udtalt, at maleriet var inspireret af beskrivelser af slaget om Stalingrad, som en af hans venner, Umberto Gambetta, personligt havde deltaget i. Samtidig afspejler det Jorns personlige overvejelser om historie og politik, og han opfattede dette billede som ét, han kunne arbejde på resten af livet. Derfor generhvervede han billedet nogle år senere og malede videre på det i 1965, inden han gav det til Silkeborg Museum (det senere Museum Jorn) i 1966. Her malede han på det en sidste gang i 1972.

## Beskrivelse
Stalingrad er usædvanligt ved sit store format, idet det er 296 cm højt og 492 cm langt. Det er fremstillet med olie på lærred, og motivet er umiddelbart abstrakt. Den fremherskende farve er hvid med grønlige indslag især foroven samt nogle gullige og sorte områder. Ved nærmere eftersyn kan der dog godt anes figurative elementer, fx ansigter og kroppe i billedet, mens den hvide farve kan tænkes at være den sne, der var med til at dække sporene efter det blodige slag.
Billedet refererer til Pablo Picassos Guernica, der også søger at afbilde rædslerne af krig (i hans tilfælde fra den spanske borgerkrig), og Jorn havde mødt Picasso og var inspireret af ham. Stalingrad kan opfattes som et forsøg på at sætte tilskuerne helt ind i slaget og dets meningsløshed, hvor Guernica mere forsøger at råbe verden op.